# Absorpční lednička
Absorpční lednička je lednička používající tepelný zdroj, například slunce, plamen, odpadní teplo z továren nebo systémy centrálního vytápění na dodání energie nutné na provoz chladicího procesu.
Absorpční chladničky se často používají k uložení potravin v rekreačních vozidlech. Princip se dá využít i na klimatizaci budov použitím odpadního tepla z plynových turbin nebo ohřívače vody. Použití odpadního tepla dělá turbínu velmi efektivní, protože nejdřív produkuje elektřinu, pak teplou vodu a nakonec klimatizuje, proces zvaný kogenerace nebo trigenerace.
Standard pro absorpční lednici je v ANSI/AHRI normě 560-2000.

## Historie
Počátkem 20. století se často používaly systémy cyklu absorpce páry použitím vody-amoniaku, ale po vývoji cyklu komprese páry tyto systémy ztratily na významu pro malý výkon, jen asi pětinový oproti cyklu parní komprese. Dnes se cyklus parní absorpce používá jen tam, kde je dostupné odpadní teplo nebo kde je teplo ze solárních kolektorů. Absorpční lednice jsou populární alternativa k obvyklým kompresorovým lednicím, tam kde je zdroj elektřiny nespolehlivý, elektřina drahá nebo nedostupná, nebo tam, kde je hluk kompresoru problematický či je dostupné odpadní teplo.
Absorpční chlazení objevil francouzský vědec Ferdinand Carré v roce 1858. Původní design používal vodu a kyselinu sírovou.
V roce 1922 Baltzar von Platen a Carl Munters jako studenti na Královském technologickém institutu ve Stockholmu, vylepšili princip pomocí 3-kapalinové konfigurace. Tento "Platen-Munters" design může pracovat bez pumpy.